# رئانو
رئانو (به ایتالیایی: Reano) یک کومونه در ایتالیا است که در استان تورین واقع شده‌است. رئانو ۶٫۶ کیلومتر مربع مساحت و ۱٬۶۸۸ نفر جمعیت دارد و ۴۷۰ متر بالاتر از سطح دریا واقع شده‌است.